# Ha!-Ha!-Ha!
Ha!-Ha!-Ha!, är det andra albumet av den brittiska gruppen Ultravox, utgivet 1977.  

## Låtförteckning[1]
1. ROckWrok (Foxx) 3.33
2. The Frozen Ones  (Foxx) 4.06
3. Fear in the Western World (Ultravox!) 4.00
4. Distant Smile  (Currie, Foxx)  5.20
5. The Man Who Dies Every Day  (Ultravox!) 4.09
6. Artifical Life  (Currie, Foxx)  4.57
7. While I'm Still Alive  (Foxx)  3.13
8. Hiroshima Mon Amour (Cann, Currie, Foxx)  5.13

Det släppes en återutgivning på CD 2006, då var bonuslåtarna dessa:
- Young Savage  2:56
- The Man Who Dies Every Day (Remix)  4:15
- Hiroshima Mon Amour (Alt Version)  4:54
- Quirks  1:40
- The Man Who Dies Every Day (Live)  3:54
- Young Savage (Live)  3:25

## Medverkande[1]
- John Foxx – sång
- Billy Currie – keyboards, violin
- Warren Cann – trummor, rytmmaskin, bakgrundssång
- Chris Cross – basgitarr, synthesizer, bakgrundssång
- Steve Shears – gitarr, bakgrundssång